# Veli Kavlak
Veli Kavlak (* 3. November 1988 in Wien) ist ein ehemaliger österreichischer Fußballspieler türkischer Abstammung.

## Karriere

### Vereine
Kavlak begann seine Karriere 1995 in der Jugend des Post SV Wien, für die er genau zwei Tage aktiv war. Nach einer Trainingseinheit und einem Meisterschaftsspiel gegen FK Austria Wien holte ihn daraufhin der SK Rapid Wien, bei dem er in Folge alle Jugendmannschaften durchlief.
2004 kam der gelernte Stürmer von den vereinseigenen Amateuren in den Kader der Kampfmannschaft und feierte am 22. Mai 2005 im Spiel gegen SV Wüstenrot Salzburg mit erst 16 Jahren, sechs Monaten und 19 Tagen sein Debüt in der österreichischen Bundesliga. Damit ist er einer der jüngsten jemals in der Bundesliga eingesetzten Fußballspieler, noch vor dem früheren Rapidspieler Andreas Ivanschitz.
In der Saison 2005/06 kam er auf vierzehn Einsätze in der Meisterschaft, zwei im ÖFB-Pokal und zu einem Auftritt in der UEFA Champions League. Im Juli 2006 spielte er sich mit dem österreichischen U-19-Nationalteam ins Semifinale der U-19-Europameisterschaft der Junioren, scheiterte aber mit seiner Mannschaft klar mit 0:5 gegen den späteren Europameister Spanien. Außerdem zählt er zu den besten Freunden von Ümit Korkmaz. In der Meistersaison des SK Rapid Wien 2007/08 gehörte der türkischstämmige Österreicher zu den Leistungsträgern der grün-weißen und hatte großen Anteil am Erfolg.
Nach seiner überstandenen Schulteroperation, die er während der Zeit, als in Österreich die EM 2008 gespielt wurde, durchführen ließ, sickerten Berichte über ein mögliches Angebot des türkischen Topklubs Beşiktaş Istanbul durch. Aus diesem Transfer wurde nichts, und so spielte er auch in der Saison 2008/09 für Rapid Wien.
Am 27. Mai 2011 gab Beşiktaş Istanbul die Verpflichtung von Veli Kavlak bekannt, nachdem der türkische Verein bereits 2009 am Wiener interessiert gewesen war. Seine Ablösesumme betrug 750.000 Euro.
Am 8. August 2018 wurde bekannt, dass sein Vertrag vereinsseitig nach einer Reihe von Verletzungen aufgekündigt wurde. Zwar versuchte sich Kavlak jahrelang an einem Comeback, aufgrund seiner anhaltenden Schulterverletzungen verkündete er aber im August 2022, vier Jahre nach seiner Vertragsauflösung in Istanbul, sein Karriereende.

### Nationalmannschaft
Im Oktober 2006 wurde der erst 17-Jährige von Josef Hickersberger für die Länderspiele gegen Liechtenstein und die Schweiz in die österreichische Nationalmannschaft einberufen, kam in den Spielen jedoch noch nicht zum Einsatz. Sein Debüt feierte er beim 1:1 Österreichs gegen Ghana am 24. März 2007, als er in der 71. Minute für den Stürmer Roland Linz eingewechselt wurde.
Im Juli 2007 nahm er an der U20-Weltmeisterschaft in Kanada teil, wo er mit der österreichischen Auswahl den 4. Rang erreichte. Nach diesem Erfolg wurde er im Transferzeitraum Sommer-2007 und Winter-2007 von Hertha BSC umworben.
Am 15. August 2012 erzielte Kavlak im Test gegen die Türkei das 1:0 für Österreich (Endstand 2:0), was sein einziges Länderspieltor blieb. Sein letztes Match in der Nationalmannschaft absolvierte er am 18. November 2014 im Freundschaftsspiel gegen Brasilien, das Österreich mit 1:2 verlor.

## Die Karriere danach
Im Januar 2023 verkündete der SK Rapid Wien die Rückkehr von Kavlak, der fortan beim Verein als Co-Trainer der U15-Mannschaft tätig ist sowie die Entwicklung der vereinseigenen Talente aus dem „Projekt 12“ als individueller Positionstrainer vorantreiben soll.

## Kontroversen
Auf Twitter begrüßte Kavlak die am 9. Oktober 2019 begonnene Militäroffensive der Türkei gegen die Kurdenmiliz YPG in Nordsyrien: „Es begann. Möge Allah mit uns sein und unser Heer siegreich machen. Die türkische Nation ist bei dir.“ Das Posting wurde in Fußballforen heiß diskutiert und wenig später wieder gelöscht.

## Titel und Erfolge
- 2 × Österreichischer Meister: 2005, 2008
- 1 × Teilnahme an der U-19-Europameisterschaft: 2006 (Halbfinale)
- 1 × Teilnahme an der U-20-Weltmeisterschaft: 2007 (4. Platz)
- 2 × Türkischer Meister: 2016, 2017

## Auszeichnungen
- „Rapidler des Jahres“ 2006 und 2010 (von den Fans gewählt)[7]